# ادلبسن
ادلبسن (به آلمانی: Adelebsen) یک شهر در آلمان است.

## خصوصیات
ادلبسن ۷۵٫۸۵ کیلومترمربع مساحت دارد ۱۸۷ متر بالاتر از سطح دریا واقع شده‌است.